# Corey Fuller
Corey Alexander Fuller (Baltimora, 23 giugno 1990) è un giocatore di football americano statunitense che gioca nel ruolo di wide receiver per i New Orleans Saints della National Football League (NFL). Fu scelto nel corso del sesto giro (171º assoluto) del Draft NFL 2013 dai Lions. Al college ha giocato a football a Virginia Tech.

## Carriera professionistica

### Detroit Lions
Fuller fu scelto nel corso del sesto giro del Draft 2013 dai Detroit Lions. Dopo non essere mai sceso in campo nella sua prima stagione, disputò tutte le 16 partite nella successiva, di cui due come titolare, segnando il suo primo touchdown nella vittoria della settimana 5 contro i New Orleans Saints.

### New Orleans Saints
Nel 2017 Fuller firmò con i New Orleans Saints.

## Statistiche
| Partite totali         | 16  |
| Partite da titolare    | 2   |
| Yard su ricezione      | 212 |
| Touchdown su ricezione | 1   |

Statistiche aggiornate alla stagione 2014